# William Nigh
Pour les articles homonymes, voir Nigh.
William Nigh est un réalisateur, scénariste et acteur américain, né le 12 octobre 1881 à Berlin, Wisconsin (États-Unis) et mort le 27 novembre 1955 à Burbank, Californie (États-Unis).

## Biographie
Né Emil Kreuske à Berlin, dans le Wisconsin, William Nigh a commencé sa carrière cinématographique en tant qu'acteur, apparaissant dans 17 films en 1913 et 1914 ; il en a également réalisé un dans cette période, Salomy Jane. Il a joué dans huit autres films dans les années 1910 et deux autres dans les années 1920, mais il est surtout connu comme un réalisateur très prolifique, avec une production totale de 121 films, le dernier en 1948. La plupart de sa production de réalisateur concerne des films de série B. Bien qu'il ait travaillé occasionnellement pour des grands studios comme RKO Pictures et des plus petites productions, comme Universal et Republic Pictures, il a travaillé principalement pour des studios de moindre importance tels que Monogram Pictures (où il a réalisé plusieurs films à épisodes, notamment les séries Mr. Wong et East Side Kids) et Producers Releasing Corporation.
Il a écrit 18 films pour le cinéma, principalement au début de sa carrière.

## Filmographie partielle

### comme acteur
- 1913 : The Oath of Tsuru San de Lucius Henderson
- 1913 : A Warm Welcome
- 1913 : Mrs. Brown's Burglar
- 1913 : The Rival Pitchers
- 1914 : Educating His Daughters
- 1914 : The Lackey
- 1914 : The Power of the Mind
- 1914 : The Vengeance of Najerra
- 1914 : Mary Magdalene
- 1914 : A Turn of the Cards
- 1914 : The Clerk
- 1914 : The Higher Law (en) de Charles Giblyn
- 1914 : The Reform Candidate
- 1914 : The Rival Barbers
- 1914 : Atonement
- 1914 : In the Spider's Web
- 1914 : Charlot aime la patronne (The Star Boarder) de George Nichols : un pensionnaire
- 1914 : The Passing of Izzy : Izzy
- 1914 : Salomy Jane : Rufe Waters
- 1915 : A Royal Family : ministre de la police
- 1916 : Her Debt of Honor : Olin Varcoe
- 1916 : Notorious Gallagher; or, His Great Triumph : Buttsy Gallagher
- 1916 : Life's Shadows : Martin Bradley
- 1917 : The Blue Streak : The Blue Streak
- 1918 : My Four Years in Germany : Socialiste
- 1918 : The Rainbow Trail de Frank Lloyd : Shad
- 1919 : Beware ! : officier allemand
- 1920 : Democracy: The Vision Restored : David Fortune
- 1925 : Fear-Bound : Jim Tumble

### comme réalisateur
- 1914 : Salomy Jane
- 1915 : A Royal Family
- 1915 : Story of Jewel City (+ scénario)
- 1915 : L'Abandonnée (Emmy of Stork's Nest)
- 1915 : A Yellow Streak (+ scénariste)
- 1916 : Her Debt of Honor (+ scénariste)
- 1916 : The Kiss of Hate
- 1916 : Notorious Gallagher; or, His Great Triumph (+ producteur)
- 1916 : The Child of Destiny (+ scénariste)
- 1916 : Life's Shadows
- 1917 : The Blue Streak (+ scénariste)
- 1917 : The Slave
- 1917 : Wife Number Two
- 1917 : Thou Shalt Not Steal
- 1918 : My Four Years in Germany (+ monteur)
- 1919 : The Fighting Roosevelts
- 1919 : Beware !
- 1920 : Democracy: The Vision Restored
- 1921 : Skinning Skinners
- 1921 : The Soul of Man
- 1921 : Why Girls Leave Home (+ scénariste)
- 1921 : School Days (+ scénariste)
- 1922 : Your Best Friend (+ scénariste)
- 1922 : Notoriety (+ scénariste)
- 1923 : Marriage Morals (+ scénariste)
- 1923 : Among the Missing
- 1924 : The Guest
- 1924 : Her Memory
- 1924 : Born Rich (+ producteur et scénariste)
- 1925 : Fear-Bound (+ scénariste)
- 1926 : The Little Giant
- 1926 : Casey of the Coast Guard
- 1926 : Free Kisses
- 1926 : The Fire Brigade
- 1927 : Les Noces d'argent (The Nest)
- 1927 : Monsieur Wu (+ producteur)
- 1928 : La Mauvaise Route (The Law of the Range)
- 1928 : Un soir à Singapour (Across to Singapore) (+ producteur)
- 1928 : La Prison du cœur (Four Walls)
- 1929 : Les Nuits du désert (Desert Nights) (+ scénariste)
- 1929 : Tonnerre (Thunder)
- 1930 : Lord Byron of Broadway
- 1930 : Today
- 1930 : Fighting Thru; or, California in 1878
- 1931 : The Single Sin
- 1931 : Dangerous Daze
- 1931 : Lightning Flyer
- 1931 : The Sea Ghost (+ scénariste)
- 1932 : Without Honor (en)
- 1932 : Border Devils
- 1932 : The Night Rider (en)
- 1932 : Men Are Such Fools
- 1933 : He Couldn't Take It
- 1934 : Mystery Liner
- 1934 : Aventure d'une évadée (School for Girls)
- 1934 : House of Mystery
- 1934 : City Limits
- 1934 : Monte Carlo Nights (en)
- 1934 : Once to Every Bachelor
- 1934 : Two Heads on a Pillow
- 1934 : The Mysterious Mr. Wong
- 1935 : Sweepstakes Annie
- 1935 : Without Children
- 1935 : The Headline Woman (en)
- 1935 : Dizzy Dames
- 1935 : She Gets Her Man
- 1935 : His Night Out
- 1935 : The Old Homestead (en)
- 1936 : Don't Get Personal
- 1936 : L'Agent cyclone (en) (Crash Donovan)
- 1937 : Bill Cracks Down (en)
- 1937 : The Law Commands
- 1937 : The 13th Man
- 1937 : Le Petit Bagarreur (Hoosier Schoolboy)
- 1937 : Atlantic Flight
- 1937 : A Bride for Henry
- 1937 : North of Nome (en) de William Nigh
- 1938 : Boy of the Streets
- 1938 : La Rose du Rio (Rose of the Rio Grande)
- 1938 : Female Fugitive
- 1938 : La Fille adoptive (Romance of the Limberlost)
- 1938 : Mr. Wong, Detective
- 1938 : Gangster's Boy
- 1938 : I Am a Criminal
- 1939 : Le Mystère de Mr Wong (The Mystery of Mr. Wong)
- 1939 : Streets of New York
- 1939 : Mr. Wong in Chinatown
- 1939 : Les Mutinés de Big House (Mutiny in the Big House)
- 1940 : The Fatal Hour
- 1940 : Son of the Navy
- 1940 : La Malédiction (Doomed to Die)
- 1940 : Le Singe tueur (The Ape)
- 1941 : Secret Evidence
- 1941 : No Greater Sin
- 1941 : The Kid from Kansas
- 1941 : Mob Town
- 1941 : Zis Boom Bah
- 1942 : Mr. Wise Guy
- 1942 : Black Dragons
- 1942 : The Strange Case of Doctor Rx
- 1942 : Escape from Hong Kong
- 1942 : Tough As They Come
- 1942 : City of Silent Men
- 1942 : Lady from Chungking
- 1943 : Corregidor (en)
- 1943 : The Ghost and the Guest
- 1943 : The Underdog (en)
- 1943 : Where Are Your Children?
- 1944 : Trocadero (en)
- 1944 : Are These Our Parents (en)
- 1945 : L'Espoir de vivre (Forever Yours) (+ scénariste)
- 1945 : Divorce (en)
- 1945 : L'Aventurière de San Francisco (en) (Allotment Wives)
- 1946 : Le Gai Cavalier (en) (The Gay Cavalier)
- 1946 : Partners in Time (en)
- 1946 : South of Monterey (en)
- 1946 : La Belle et le Bandit (en) (Beauty and the Bandit) de William Nigh
- 1947 : Riding the California Trail (en)
- 1948 : Le Condamné de la cellule cinq (I Wouldn't Be in Your Shoes)
- 1948 : Stage Struck (en)